# 대령강
대령강(大寧江, Taeryong River)은 조선민주주의인민공화국 평안북도의 강으로, 청천강의 서북쪽에 위치한 가장 큰 지류이다.
평안북도 대관군의 서북쪽에 있는 천마산(1,169m)의 북동쪽 비탈면에서 발원하여 태천저수지까지 동남쪽으로 흐르다가 남쪽으로 방향을 바꾸어 박천군을 지나 운전군 운하리에서 청천강으로 흘러든다. 서희가 강동 6주를 확보하기 전에는 고려와 여진의 경계였다.

## 수계
- 청룡천
- 수룡천
- 남장천
- 팔영천
  - 청룡천
- 룡창천

## 같이 보기
- 청천강
- 강동 6주